# Oxyrhachis moderatus
Oxyrhachis moderatus är en insektsart som beskrevs av Capener 1960. Oxyrhachis moderatus ingår i släktet Oxyrhachis och familjen hornstritar. Inga underarter finns listade i Catalogue of Life.